# Pokal Nogometne zveze Slovenije 1992-1993
La Pokal Nogometne zveze Slovenije 1992./93. (in lingua italiana: Coppa della federazione calcistica slovena 1993-93) fu la seconda edizione della coppa nazionale di calcio della Repubblica di Slovenia.
Vi parteciparono tutte le squadre slovene. Nei primi turni si sfidarono le squadre minori, quelle nelle associazioni inter-comunali (MNZ, "Medobčinske nogometne zveze"), fino ad arrivare alla fase finale, con l'entrata dei club della 1. SNL 1992-1993, dai sedicesimi di finale in poi.
A vincere fu l'Olimpia Lubiana, al suo primo titolo nella competizione.

Avendo i bianco-verdi conquistato anche il campionato, l'accesso alla Coppa delle Coppe 1993-1994 andò alla finalista sconfitta, il Celje.

## Partecipanti
Le 18 squadre della 1. SNL 1992-1993 sono ammesse di diritto. Gli altri 14 posti sono stati assegnati attraverso le coppe inter-comunali.
| Ammesse di diritto | Coppe inter-comunali | Coppe inter-comunali | Coppe inter-comunali |
| Ammesse di diritto | Associazione         | Squadre              | Squadre              |
| --- | -------------------- | -------------------- | -------------------- |
| - Beltinci - Celje - Gorica - Izola - Koper - NK Lubiana - Maribor - Mura - Nafta Lendava - Naklo - Olimpia Lubiana - Rudar Velenje - Slovan - Steklar - Studio D Novo Mesto - Svoboda - Zagorje - Železničar Maribor | MNZ Lubiana          | Domžale              | Belinka              |
| - Beltinci - Celje - Gorica - Izola - Koper - NK Lubiana - Maribor - Mura - Nafta Lendava - Naklo - Olimpia Lubiana - Rudar Velenje - Slovan - Steklar - Studio D Novo Mesto - Svoboda - Zagorje - Železničar Maribor | MNZ Maribor          | Limbuš Pekre         | Korotan Prevalje     |
| - Beltinci - Celje - Gorica - Izola - Koper - NK Lubiana - Maribor - Mura - Nafta Lendava - Naklo - Olimpia Lubiana - Rudar Velenje - Slovan - Steklar - Studio D Novo Mesto - Svoboda - Zagorje - Železničar Maribor | MNZ Celje            | Žalec                |                      |
| - Beltinci - Celje - Gorica - Izola - Koper - NK Lubiana - Maribor - Mura - Nafta Lendava - Naklo - Olimpia Lubiana - Rudar Velenje - Slovan - Steklar - Studio D Novo Mesto - Svoboda - Zagorje - Železničar Maribor | MNZ Capodistria      | Piran                |                      |
| - Beltinci - Celje - Gorica - Izola - Koper - NK Lubiana - Maribor - Mura - Nafta Lendava - Naklo - Olimpia Lubiana - Rudar Velenje - Slovan - Steklar - Studio D Novo Mesto - Svoboda - Zagorje - Železničar Maribor | MNZ Nova Gorica      | Primorje             |                      |
| - Beltinci - Celje - Gorica - Izola - Koper - NK Lubiana - Maribor - Mura - Nafta Lendava - Naklo - Olimpia Lubiana - Rudar Velenje - Slovan - Steklar - Studio D Novo Mesto - Svoboda - Zagorje - Železničar Maribor | MNZ Murska Sobota    | Radgona              | Čarda                |
| - Beltinci - Celje - Gorica - Izola - Koper - NK Lubiana - Maribor - Mura - Nafta Lendava - Naklo - Olimpia Lubiana - Rudar Velenje - Slovan - Steklar - Studio D Novo Mesto - Svoboda - Zagorje - Železničar Maribor | MNZ Lendava          | Turnišče             |                      |
| - Beltinci - Celje - Gorica - Izola - Koper - NK Lubiana - Maribor - Mura - Nafta Lendava - Naklo - Olimpia Lubiana - Rudar Velenje - Slovan - Steklar - Studio D Novo Mesto - Svoboda - Zagorje - Železničar Maribor | MNZ Goreniska-Kranj  | Triglav              | Kranj                |
| - Beltinci - Celje - Gorica - Izola - Koper - NK Lubiana - Maribor - Mura - Nafta Lendava - Naklo - Olimpia Lubiana - Rudar Velenje - Slovan - Steklar - Studio D Novo Mesto - Svoboda - Zagorje - Železničar Maribor | MNZ Ptuj             | Drava Ptuj           | Podvinci             |

## Sedicesimi di finale
| Squadra 1        | Risultato       | Squadra 2           |
| ---------------- | --------------- | ------------------- |
| Maribor          | 4 – 2           | Žalec               |
| Limbuš Pekre     | 1 – 0           | Podvinci            |
| Piran            | 1 – 0           | Železničar Maribor  |
| Celje            | 3 – 0           | Mura                |
| Drava Ptuj       | 2 – 5           | Naklo               |
| Zagorje          | 2 – 0           | Beltinci            |
| Gorica           | 1 – 1 (6-7 dtr) | Slovan Lubiana      |
| Domžale          | 1 – 1 (3-1 dtr) | Rudar Velenje       |
| Korotan Prevalje | 1 – 4           | Nafta               |
| NK Lubiana       | 4 – 0           | Turnišče            |
| Olimpia Lubiana  | 7 – 1           | Kranj               |
| Svoboda          | 3 – 0           | Steklar             |
| Čarda            | 0 – 7           | Primorje            |
| Triglav          | 5 – 0           | Radgona             |
| Izola            | 1 – 1 (3-4 dtr) | Studio D Novo Mesto |
| Belinka          | 0 – 3           | Koper               |

## Ottavi di finale
| Squadra 1           | Risultato       | Squadra 2       |
| ------------------- | --------------- | --------------- |
| Primorje            | 1 – 0           | Domžale         |
| Slovan Lubiana      | 1 – 1 (4-5 dtr) | Olimpia Lubiana |
| Naklo               | 5 – 2           | Zagorje         |
| Nafta               | 1 – 1 (2-3 dtr) | Celje           |
| Svoboda             | 3 – 0           | Piran           |
| NK Lubiana          | 1 – 0           | Maribor         |
| Triglav             | 6 – 0           | Limbuš Pekre    |
| Studio D Novo Mesto | 1 – 0           | Koper           |

## Quarti di finale
| Squadra 1       | Risultato       | Squadra 2           |
| --------------- | --------------- | ------------------- |
| Olimpia Lubiana | 3 – 1           | Triglav             |
| Celje           | 3 – 1           | Naklo               |
| Primorje        | 0 – 0 (3-4 dtr) | Studio D Novo Mesto |
| NK Lubiana      | 4 – 0           | Svoboda             |

## Semifinali
| Squadra 1           | Risultato | Squadra 2       |
| ------------------- | --------- | --------------- |
| Studio D Novo Mesto | 1 – 4     | Celje           |
| NK Lubiana          | 0 – 1     | Olimpia Lubiana |

## Finale
| Arbitro: | Darko Jamšek |

|               |           |                          |
| Beširović 63’ | Marcatori | 42’ Topić 50’ Djuranović |